# Kuchchaveli Division
Kuchchaveli Division är en division i Sri Lanka.   Den ligger i distriktet Trincomalee District och provinsen Östprovinsen, i den norra delen av landet, 250 km nordost om huvudstaden Colombo. Antalet invånare är 33 100.